# Kafr el-Dawar
Kafr al-Dawār in arabo كفر الدوار‎?, Kafr al-Dawār è una città dell'Egitto che si trova nella regione del Delta del Nilo, nel Governatorato di Beheira.
La città è posta lungo la ferrovia che collega Alessandria d'Egitto con il Cairo. Dista circa 20 km da Alessandria e 35 km dal capoluogo Damanhur. La città è attraversata dal canale di irrigazione el-Mahmūdiyya.
La principale attività economica della città è costituita dall'industria tessile. La Misr Fine Spinning and Weaving Co. è una delle più grandi industrie dell'Egitto in questo settore. Ci sono anche quattro grandi imprese di vernici, prodotti chimici e fibre di seta. L'agricoltura è sviluppata nelle zone rurali che circondano la città.
La città ha dato i natali al calciatore Ahmed Hassan Mekky e al medico e terrorista Ayman al-Zawahiri.